# Aleurodamaeus
Aleurodamaeus – rodzaj roztoczy z kohorty mechowców i rodziny Aleurodamaeidae.
Rodzaj ten został opisany w 1954 roku przez François Grandjean. Gatunkiem typowym wyznaczono Damaeus setosus. Dawniej dzielono rodzaj na dwa podrodzaje: A. (Aleurodamaeus) i A. (Trichodamaeus), które zostały zsynonimizowane w 2013 roku przez Elizabeth Hugo-Coetzee.
Mechowce te osiągają rozmiary od 319 μm do 800 μm i mają ciało oraz odnóża pokryte grubą warstwą cerotegumentu. Ich tarczki genitalne i analne nie są od siebie oddzielone. Notogaster z przynajmniej jedną parą szczecin długą, nitkowatą i korkociągowato zakręconą. genitalne występują w liczbie 7 lub 9 par, aggenitalne 1 pary, a analne i adanalne 2 par. Odnóża trójpalczaste.
Rodzaj zamieszkuje Stary Świat.
Należy tu 13 opisanych gatunków:
- Aleurodamaeus africanus Mahunka, 1984
- Aleurodamaeus angelae Hugo-Coetzee, 2013
- Aleurodamaeus australis Woas, 1992
- Aleurodamaeus cephalotes (Berlese, 1916)
- Aleurodamaeus deswardti (Hugo, 2010)
- Aleurodamaeus hungaricus Paschoal et Johnston, 1985
- Aleurodamaeus minutus Hugo-Coetzee, 2013
- Aleurodamaeus niedbalai Hugo-Coetzee, 2013
- Aleurodamaeus prominens Hugo-Coetzee, 2013
- Aleurodamaeus salvadordalii Hugo-Coetzee, 2013
- Aleurodamaeus setosus (Berlese, 1883)
- Aleurodamaeus vicinus Hugo-Coetzee, 2013
- Aleurodamaeus woasi Hugo-Coetzee, 2013